# 정아산업
정아산업 (Jeong-A Industry Co., Ltd) 은 대한민국의 자동차 부품 회사다. 현대자동차, 기아자동차 등의 유압실린더 부품을 생산한다. 미국과, 아시아, 유럽 등지에 수출하고있다.

## 제품
- 자동차용, 중장비용 유압실린더